# Linger (singel Edyty Górniak)
Linger – singel polskiej piosenkarki popowej Edyty Górniak z albumu Edyta Górniak, wydany w 1999 roku przez wytwórnię płytową Pomaton EMI.
Muzykę do utworu skomponował Dominic Bugatti, a producentem piosenki został Christopher Neil.

## Lista utworów
1. „Linger” (album version) - 4:12[1]

## Realizacja utworu
- Muzyka – Dominic Bugatti
- Produkcja – Christopher Neil
- Instrumenty klawiszowe, gitara basowa, programowanie perkusji – Steve Pigott
- Inżynieria, miksowanie – Simon Hurrell
- Asystenci inżyniera dźwięku – Gareth Ashton, Neil Tucker, Robert Catermole